# 1433 هـ
1433 في التقويم الهجري هو العام الذي يقابله في التقويم الميلادي المدة بين 27 نوفمبر 2011 و 15 نوفمبر 2012.

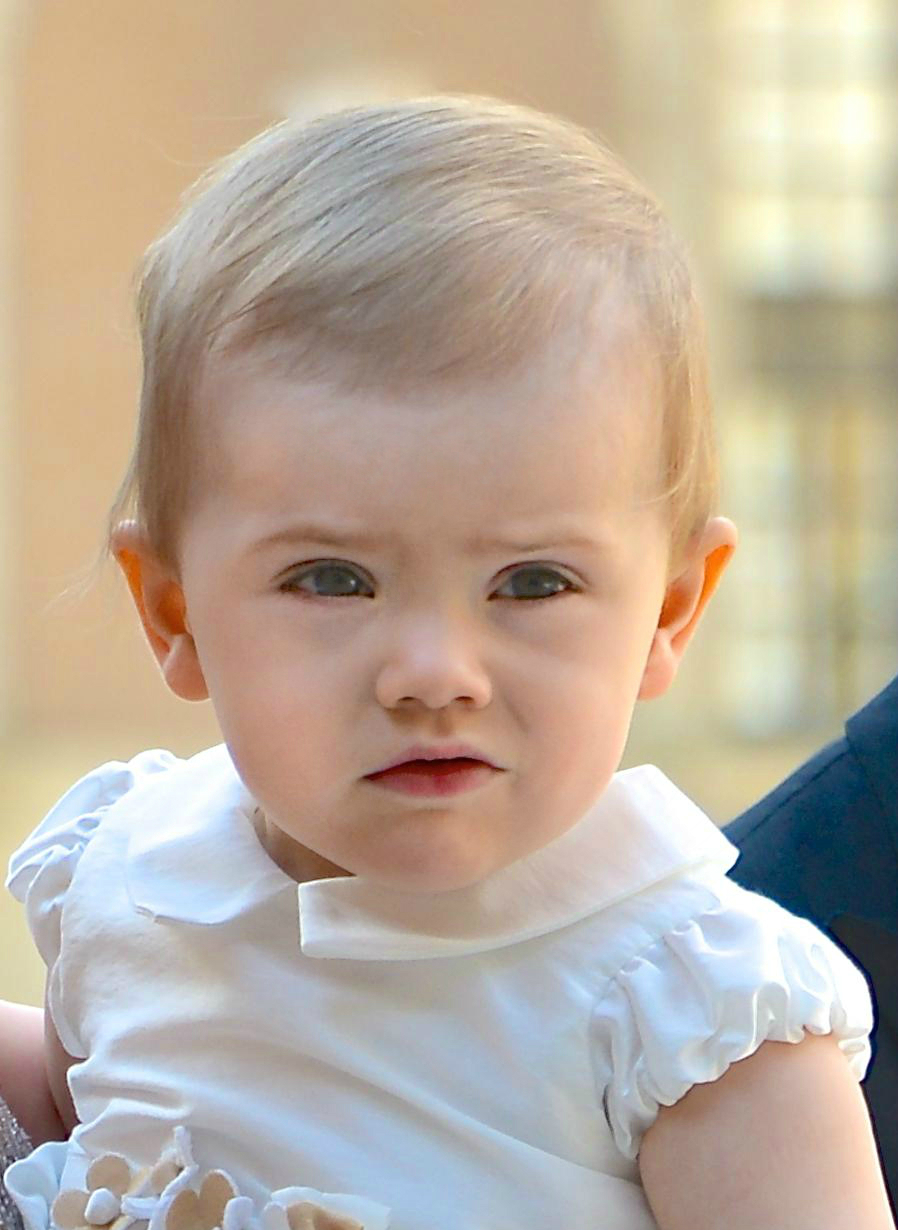
الأميرة أستل

## أحداث

### رجب
- وقوع مجزرة الحولة في سوريا في يوم الجمعة 4 رجب.

### شعبان
- وقوع مجزرة التريمسة في سوريا بتاريخ 22 شعبان

### رمضان
- 27 رمضان - وقوع مجزرة إعزاز في سوريا.

## وفيات
- صبحي سعدو

### رجب
- وفاة ولي عهد السعودية الأمير نايف بن عبد العزيز آل سعود بتاريخ 26 رجب

1. 1 2  مذكور في: تقويم القرون (ذات السلاسل، 1405هـ). الصفحة: 262. الناشر: ذات السلاسل. لغة العمل أو لغة الاسم: العربية. تاريخ النشر: 1984. المُؤَلِّف: صالح العجيري.